# Cantón de Mantes-la-Ville
El cantón de Mantes-la-Ville era una división administrativa francesa, que estaba situada en el departamento de Yvelines y la región de Isla de Francia.

## Composición
El cantón estaba formado por cuatro comunas:
- Buchelay
- Magnanville
- Mantes-la-Ville
- Rosny-sur-Seine

## Supresión del cantón de Mantes-la-Ville
En aplicación del Decreto nº 2014-214 de 21 de febrero de 2014, el cantón de Mantes-la-Ville fue suprimido el 22 de marzo de 2015 y sus 4 comunas pasaron a formar parte del nuevo cantón de Mantes-la-Jolie.